# Дурмін
Дурмі́н (рос. Дурмин) — селище у складі району імені Лазо Хабаровського краю, Росія. Адміністративний центр та єдиний населений пункт Дурмінського сільського поселення.

## Населення
Населення — 847 осіб (2010; 976 у 2002).
Національний склад (станом на 2002 рік):
- росіяни — 84 %